# Tolbert Lanston
Tolbert Lanston (Troy, 3 febbraio 1844 – Washington, 18 febbraio 1913) è stato un inventore statunitense.
Il suo principale contributo fu nell'ambito della tipografia, con l'ideazione nel 1889 del Monotype, sviluppo della Linotype, utilizzata nella composizione meccanica dei fogli di stampa.